# Wahlen 1923
◄◄ | ◄ | 1919 | 1920 | 1921 | 1922 | Wahlen 1923 | 1924 | 1925 | 1926 | 1927 | ► | ►►

Weitere Ereignisse
Eine Auswahl von Wahlen, die im Jahre 1923 stattfanden:
- Vom 5. bis 7. Mai in Estland die Parlamentswahl in Estland 1923
- Vom 17. bis 19. Februar das Referendum in Estland 1923
- In Estland die Kommunalwahlen in Estland 1923
- Am 16. Dezember in Griechenland Parlamentswahlen
- Im November in Persien Wahlen
- Am 18. März im Königreich Jugoslawien Parlamentswahlen
- Am 27. August in Irland Allgemeine Wahlen
- Am 21. Oktober:
  - Nationalratswahl in Österreich 1923
  - Landtagswahl im Burgenland 1923
  - Landtagswahl in Kärnten 1923
  - Landtagswahl in der Steiermark 1923
  - Landtagswahl in Vorarlberg 1923
  - Landtags- und Gemeinderatswahl in Wien 1923